# 서베러스 캐피털 매니지먼트
서베러스 캐피털 매니지먼트(Cerberus Capital Management, L.P.)는 신용, 프라이빗에쿼티, 부동산 전략 전반에 걸쳐 자산을 보유한 미국의 글로벌 대체 투자 회사이다. 이 회사는 뉴욕시에 본사를 두고 있으며 1992년 서베러스를 공동 창립한 스티브 파인버그와 전무 이사인 윌리엄 L. 리히터가 운영하고 있다. 이 회사는 미국, 유럽 및 아시아에 계열사 및 자문 사무소를 두고 있다.
서베러스는 자금과 계좌에서 약 600억 달러를 관리하고 있다. 이 회사는 미국 증권거래위원회에 등록된 투자 자문사이다. 투자자에는 정부 및 민간 부문 연금 및 퇴직 기금, 자선 재단, 대학 기부금, 보험 회사, 가족 저축 및 국부 기금이 포함된다.